# هاينريش لانغ
هاينريش لانغ (بالألمانية: Heinrich Lang)‏ (و. 1826 – 1876 م) هو مؤلف، وعالم عقيدة، وكاتب من ألمانيا، وسويسرا، توفي في زيورخ، عن عمر يناهز 50 عاماً.